# 山崎景則

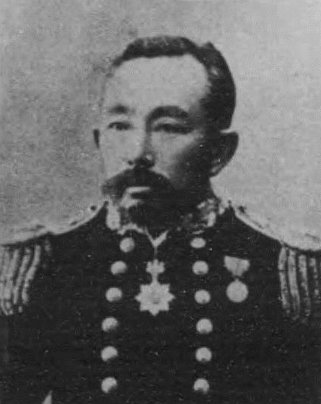
山崎景則

山崎 景則（やまさき かげのり、1838年3月2日〈天保9年2月7日〉 - 1909年〈明治42年〉10月22日）は、日本の海軍軍人。最終階級は海軍少将。

## 人物
佐賀市大字水ケ江町に佐賀藩士・山﨑平太として生まれる。鍋島隼人率いる隼人組の一員として長崎出島の警備にあたった。大隈重信とは、家も近く、組も同じで親交があった。
戊辰戦争で新政府軍軍艦孟春丸の副長を務めたほか、政府軍の軍人として活躍した。1871年（明治4年）、海軍大尉に任官。1872年（明治5年）に日進副長を拝命する。1873年（明治6年）から、鳳翔艦長、第二丁卯艦長、東艦艦長、日進艦長、摂津艦艦長、龍驤艦長、比叡艦長、高千穂艦長、扶桑艦長を歴任した。1888年（明治21年）、海軍省軍務局次長兼将校課長法規課長、次いで1889年（明治22年）3月、海軍省第一局第一課長、同年4月、呉軍港司令官兼呉鎮守府造船部長を務め、1892年（明治25年）には海軍兵学校校長となったが、翌年5月に後備役に編入された。横須賀軍港司令官も務めた。墓所は青山霊園立山墓地にある。

## 親族
63歳でもうけた八男・平八郎の娘・光子（てるこ）は国立音楽大学卒業後、中村梅之助 (4代目)の妻となった。平八郎は神戸一中に進学したが、近視のため軍人を諦め、大隈が創立した早稲田大学商学部を経て三井生命保険（現・大樹生命保険）に勤務した。

## 略歴
- 1871年（明治4年）5月19日 - 任　海軍大尉[3]
- 1872年（明治5年）7月23日 - 補　日進 副長[4]
- 1873年（明治6年）3月3日 - 補　鳳翔 艦長
- 1878年（明治11年）11月25日 - 補　第二丁卯 艦長
- 1880年（明治13年）6月14日 - 補　東艦 艦長
- 1881年（明治14年）7月7日 - 補　日進 艦長
- 1882年（明治15年）10月16日 - 補　摂津艦 艦長
- 1883年（明治16年）12月15日 - 補　龍驤 艦長[5]
- 1884年（明治17年）2月8日 - 補　比叡 艦長[1][6]
- 1885年（明治18年）6月20日 - 任 海軍大佐[1]
- 1886年（明治19年）
  - 5月28日 - 補　高千穂 艦長[1][7]
  - 7月14日 - 補　扶桑 艦長 兼 常備小艦隊参謀長[1][8]
- 1888年（明治21年）8月16日 - 補　海軍省軍務局次長[1] 兼 将校課長法規課長[9]
- 1889年（明治22年）
  - 3月9日 - 補　海軍省第一局第一課長[1][10]
  - 4月17日 - 補　呉軍港司令官 兼 呉鎮守府造船部長[11]
- 1890年（明治23年）9月24日 - 任 海軍少将、呉軍港司令官[1]
- 1892年（明治25年）
  - 7月12日 - 海軍兵学校校長[1][12]
  - 12月12日 - 横須賀軍港司令官[1]
- 1893年（明治26年）5月24日 - 予備役[1][3][13]

## 栄典
位階
- 1873年（明治6年）
  - 2月15日 - 正七位[14]
  - 6月25日 - 従六位[15]
- 1885年（明治18年）9月16日 - 従五位[16]
- 1890年（明治23年）10月8日 - 従四位[17]
- 1909年（明治42年）10月22日 - 正四位[18]

勲章等
- 1885年（明治18年）11月19日 - 勲三等旭日中綬章[19]
- 1889年（明治22年）11月29日 - 大日本帝国憲法発布記念章[20]